# Stoke Lacy
Stoke Lacy est une paroisse civile et un village du Herefordshire, en Angleterre.